# 14927 Satoshi
14927 Satoshi este un asteroid din centura principală de asteroizi.

## Descriere
14927 Satoshi este un asteroid din centura principală de asteroizi. A fost descoperit pe 1 noiembrie 1994 la Kitami de Kin Endate și Kazuro Watanabe. Asteroidul prezintă o orbită caracterizată de o semiaxă mare de 2,25 ua, o excentricitate de 0,19 și o înclinație de 7,1° în raport cu ecliptica.